# 劉敬宣
劉敬宣（りゅう けいせん、太和6年（371年）- 義熙11年4月3日（415年5月26日））は、東晋の軍人。字は万寿。本貫は彭城郡彭城県（現在の江蘇省徐州市）。

## 経歴
劉牢之の子として生まれた。はじめ王恭の下で前軍参軍となった。後に会稽世子司馬元顕の下で征虜参軍事をつとめた。
隆安2年（398年）、王恭が京口で起兵すると、劉牢之は王恭に従ってその先鋒をつとめた。会稽王司馬道子が牢之に利害を説く手紙を出し、また敬宣も朝廷につくよう父を説得したため、牢之は王恭に叛き、竹里で王恭の大将の顔延を斬り、敬宣に高雅之らを率いて京口に帰らせ、王恭を襲撃させた。王恭が京口城を出たところを、敬宣は騎兵で横撃を加えて撃破した。司馬元顕が後将軍の号を受けると、敬宣はその下で後軍諮議参軍となり、寧朔将軍の号を加えられた。
隆安3年（399年）、孫恩が反乱を起こすと、劉牢之がその討伐にあたり、虎矰で会戦した。反乱軍の奮戦により形勢は伯仲したため、敬宣は騎兵を率いて南山を回り込み、反乱軍の後背に出た。反乱軍は挟撃を恐れて浮き足立ち、ついに敗走した。牢之らが進軍して会稽を平定すると、まもなく敬宣は臨淮郡太守の任を加えられ、後軍従事中郎に転じた。
隆安5年（401年）、孫恩が浹口に再び侵入したが、劉裕が句章に駐屯して防戦し、反乱軍は攻め落とすことができなかった。敬宣は劉裕の援軍として赴き、孫恩を海上に追い落とした。このころ東晋では反乱が続発し、朝廷が弱体を晒すなか、劉裕がたびたび反乱軍を撃破して名を上げていたため、敬宣は劉裕と深く結びつくようになった。司馬元顕が驃騎将軍に進むと、敬宣もこれに従って驃騎府に移ったが、元顕の軽薄気ままな性格と合わず、関係は険悪化した。まもなく敬宣は輔国将軍の号を受けた。
元興元年（402年）、劉牢之が西府の桓玄を討つこととなり、司馬元顕が征討大都督となったが、元顕は日夜酒に溺れて、牢之が面会することもできなかった。桓玄が溧洲までやってくると、牢之に説得の手紙を出した。牢之は司馬道子と元顕の親子に見切りをつけ、桓玄に降伏した。敬宣は牢之を諫めたが、牢之は聞き入れなかった。敬宣は桓玄の府の諮議参軍となった。
桓玄が建康に入り、司馬元顕を殺害し、司馬道子を捕らえると、劉牢之は征東将軍・会稽郡太守に任じられた。牢之は敬宣と共謀して桓玄襲撃を計画したが、予定の期日に敬宣が現れなかったため、計画が漏れたものと考えて、白洲に向かい、広陵に逃れようとした。敬宣は京口に戻っていたが、牢之はそのことを知らず、桓玄に捕らえられたものとみなして、絶望して自ら縊死した。敬宣は父の死を知ると、長江を北に渡って司馬休之・高雅之らと合流し、洛陽に逃れ、長安まで行き来して、後秦の姚興に救援を求めた。姚興は敬宣に符信を与えて、関東で募兵させると、敬宣は数千人を得た。敬宣は彭城付近まで戻り、桓玄に反対する人々を糾合した。桓玄が孫無終を派遣して冀州刺史の劉軌を討たせると、劉軌は敬宣や高雅之らに山陽に拠らせて阻もうとしたが、敬宣は孫無終に敗れた。さらに昌平澗で敗れ、敬宣は劉軌らとともに南燕に亡命した。
元興3年（404年）、敬宣は青州の豪族の崔氏や封氏らと結んで、南燕の慕容徳を殺して司馬休之を主に立てる陰謀を企てた。高雅之は劉軌を計画に引き込もうとしたが、敬宣は劉軌が同意しないとみて反対した。高雅之は聞き入れず、劉軌に計画を告げたが、やはり劉軌は従わなかった。陰謀が漏れたため、敬宣らは劉軌を殺して脱走し、淮水と泗水の間の地に入った。ときに劉裕が京口を平定すると、書信により敬宣を招いたため、敬宣は帰国した。建康に入ると、輔国将軍・晋陵郡太守に任じられ、武岡県男に封じられた。
桓歆が氐族の楊秋を率いて歴陽に進攻すると、敬宣は建威将軍の諸葛長民とともにこれを撃破した。桓歆が単騎で淮水を渡って逃走すると、敬宣は楊秋を練固で斬って凱旋した。敬宣は建威将軍・江州刺史に任じられた。敬宣は江州に赴任して、軍糧の収集につとめた。桓玄の兄の子の桓亮が江州刺史を自称して豫章に進攻し、苻宏が廬陵に進攻すると、敬宣はこれらを撃退した。
敬宣はかつて劉毅に対する陰口を叩いたことがあり、劉毅に憎まれていた。劉毅は劉裕のもとに人を派遣して、敬宣が江州刺史の地位にあるのは過分であると吹き込んだ。敬宣は不安を抱き、安帝が復位すると、自ら解職を願い出た。劉裕はたびたび敬宣を遊宴に召し出し、さまざまな贈り物を与えて、かれへの信任を明らかにした。まもなく敬宣は冠軍将軍・宣城国内史・襄城郡太守に任じられた。
義熙3年（407年）、敬宣は仮節・監征蜀諸軍事となり、5000の兵を率いて後蜀の譙縦を攻撃した。三峡に入ると、巴東郡太守の温祚に2000人を与えて長江沿いを騒々しく進軍させ、自らは益州刺史の鮑陋や輔国将軍の文処茂や龍驤将軍の時延祖らを率いて墊江から兵を進めた。成都から500里にある遂寧郡の黄虎まで進軍したが、後蜀の輔国将軍の譙道福らにはばまれた。対峙すること60日あまり、譙道福らの守りは堅く、敬宣の軍の食糧も尽き、軍中に疫病が蔓延して、死者が過半に上ったため、敬宣は軍を退却させた。譙縦は毛璩の一族やその妻女、文処茂の母の何氏、および東晋の士人らの柩を長江に浮かべて流させた。敬宣はこれらの柩をみな回収して建康に帰った。敬宣は敗戦の罪を弾劾されて免官され、封邑も3分の1に削られた。
義熙5年（409年）、劉裕が南燕に対して北伐の軍を発すると、敬宣は中軍諮議参軍に任じられ、冠軍将軍の号を加えられた。劉裕に従って臨朐で南燕の慕容超と会戦すると、敬宣は兗州刺史の劉藩らとともに奮戦し、慕容超を撃破した。龍驤将軍の孟龍符が戦死したため、敬宣はかれの部隊を引き継ぎ、広固の包囲に参加した。義熙6年（410年）、盧循が建康に迫ると、敬宣は鮮卑の虎班突騎を率いて布陣し、盧循の進攻をはばんだ。使持節・都督馬頭淮西諸軍事・鎮蛮護軍・淮南安豊二郡太守・梁国内史に任じられた。盧循が敗走すると、敬宣は劉裕に従って南征し、左衛将軍の号を受け、散騎常侍の位を加えられた。後に使持節・都督北青州諸軍事・征虜将軍・北青州刺史となり、清河郡太守を兼ねた。まもなく冀州刺史を兼ねた。
義熙11年（415年）1月、右将軍に進んだ。劉裕が西征して司馬休之を討つと、敬宣の参軍の司馬道賜が閭道秀や王猛子らと結んで広固で挙兵し、司馬休之と呼応した。敬宣は閭道秀を召し出して論難したが、側近たちが出払っていたため、王猛子に刀で斬りつけられて殺害された。享年は45。
子の劉祖が後を嗣いだ。南朝宋が建国されると、封国は除かれた。

## 伝記資料
- 『晋書』巻84 列伝第54
- 『宋書』巻47 列伝第7
- 『南史』巻17 列伝第7